# Nagothana
Nagothana là một thị trấn thống kê (census town) của quận Raigarh thuộc bang Maharashtra, Ấn Độ.

## Địa lý
Nagothana có vị trí 18°32′B 73°08′Đ / 18,53°B 73,13°Đ Nó có độ cao trung bình là 12 mét (39 feet).

## Nhân khẩu
Theo điều tra dân số năm 2001 của Ấn Độ, Nagothana có dân số 10.168 người. Phái nam chiếm 53% tổng số dân và phái nữ chiếm 47%. Nagothana có tỷ lệ 78% biết đọc biết viết, cao hơn tỷ lệ trung bình toàn quốc là 59,5%: tỷ lệ cho phái nam là 82%, và tỷ lệ cho phái nữ là 75%. Tại Nagothana, 14% dân số nhỏ hơn 6 tuổi.